# Kralovický potok
Kralovický potok je potok v Plzeňském kraji, levý přítok Střely. Je dlouhý 20,5 km, plocha jeho povodí měří 75,5 km² a průměrný průtok v ústí je 0,2 m³/s.

## Popis toku
Kralovický potok pramení v nadmořské výšce 535 m n. m. na severním úpatí vrchu Březina v Žihelské pahorkatině nedaleko silnice I/27 spojující Kralovice a Vysokou Libyni. Potok vrch Březina obtéká ze severozápadu, v Olšanském rybníku se spojuje se Sedleckým a Olšanským potokem. Z rybníka vytéká jihovýchodně po jižním svahu Červené hory k Mariánskému Týnci. Před rybníčkem v Týnci přijímá levý přítok z Voleského rybníka a protéká mezi Mariánským Týncem a památnou Radimovou lípou. Za železniční tratí protéká městem Kralovice, kde překonává přibližně pětimetrový stupeň umělého vodopádu, a stéká se s Týřovským potokem.

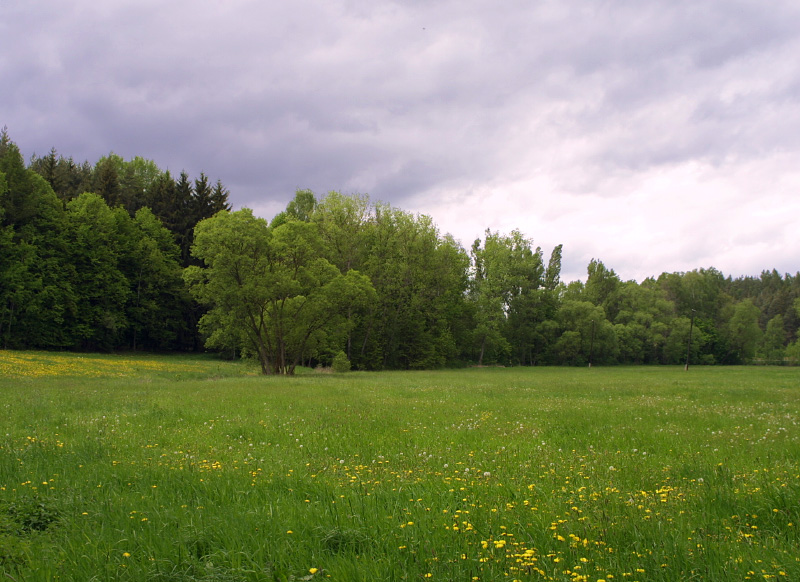
Údolí Kralovického potoka u Podšibenského Mlýna

Za Podšibenským Mlýnem vtéká do hlubšího údolíčka, jeho tok se stáčí k jihu a přijímá Bučecký potok. Ve vsi Buček do něj ústí Dřevecký potok, za vsí se stáčí tok k jihozápadu. Za silnicí spojující Lednice a Kozojedy vtéká na území přírodního parku Rohatiny, který meandrující tok protéká údolím s drobnými nivami. V okolí přírodní památky Čertova hráz se nacházejí štoly a haldy po těžbě vitriolové břidlice. Na území parku přijímá své poslední přítoky – Kopidlovský potok a později Kočínský potok. Tok se stáčí opět k jihovýchodu a u Píplova Mlýna vtéká ve výšce 280 m n. m. do Střely, nedaleko před jejím ústím do Berounky.

## Přítoky
- Sedlecký potok (P)
- Olšanský potok (P)
- Týřovský potok (L)
- Bučecký potok (P)
- Dřevecký potok (L)
- Kopidelský potok (P)
- Kočínský potok (P)